# Abdalá Bucaram
Abdala Jaime Bucaram Ortiz (ur. 20 lutego 1952 w Guayaquil) – ekwadorski polityk, prawnik i były lekkoatleta pochodzenia libańskiego. Prezydent Ekwadoru od 10 sierpnia 1996 do 6 lutego 1997, odwołany w wyniku impeachmentu.
Zwany El Loco (szalony) ze względu na niestandardową prezydenturę. Po jego odwołaniu nastąpił  kryzys polityczny i ekonomiczny, skutkujący brakiem stabilizacji aż do wyborów w 2007 roku.

## Wczesne lata

### Rodzina
Abdalá Bucaram Ortiz urodził się 20 lutego 1952 w Guayaquil jako ósmy z dwanaściorga dzieci libańskiego emigranta, który nazywał się Jacobo Bucaram Elmhalin i Riny Ortiz Caicedo. Jego siostrą była Martha Bucaram, której mąż Jaime Roldós Aguilera pełnił urząd prezydenta Ekwadoru w latach 1979–1981, a córka Martha Roldós była kandydatką w wyborach prezydenckich w 2009 roku.

### Działalność sportowa
Początkowo zajmował się karierą sportową (uprawiał lekkoatletykę). W 1970 zdobył brązowy medal w biegu na 100 metrów podczas mistrzostw Ameryki Południowej juniorów z czasem 11,0. Na letnich Igrzyskach Olimpijskich w Monachium w 1972 był chorążym reprezentacji Ekwadoru, jednak ostatecznie nie wystąpił w zawodach.

### Wykształcenie i praca zawodowa
Ukończył szkołę średnią Colegio Salesiano Cristóbal Colón w Guayaquil w 1970 roku, a potem rozpoczął studia medyczne na Uniwersytecie w Guayaquil, jednak przerwał je. Na tym samym uniwersytecie ukończył studia prawnicze w 1979 roku.
Pracował jako trener na siłowni. Piastował również stanowisko prezesa lokalnego klubu piłkarskiego Barcelona SC.

## Kariera polityczna
W 1979 nowo wybrany prezydent Jaime Roldós Aguilera mianował Abdala Bucarama szefem policji w Prowincji Guayas. W tym samym roku Bucaram wstąpił do polityki, a dwa lata później założył Ekwadorską Partię Roldosistów (PRE), której przewodził i był członkiem aż do 2014. Z ramienia partii został wybrany na burmistrza swojego rodzinnego miasta Guayaquil. Sprawował urząd od 15 kwietnia 1984 do 26 września 1985.
Trzykrotnie ubiegał się o urząd prezydenta kraju. W pierwszej turze wyborów 1988, która odbyła się 31 stycznia, poparło go 535 482 (17,6%) wyborców, co zapewniło mu udział w drugiej turze 8 maja. W bezpośrednim starciu z Rodrigo Borja Cevallosem przegrał wybory, otrzymując 1 448 498 (46%) głosów. Następnie wystartował w wyborach w maju 1992 roku, jednak zdobył 750 611 (22%), co uplasowało go na trzecim miejscu i nie dostał się do drugiej tury. Ponownie wziął udział w wyborach w 1996. W pierwszej turze otrzymał 1 001 071 (26,3%), co spowodowało przejście do drugiej tury 7 lipca wraz z Jaime Nebotem, którą wygrał z wynikiem 2 285 397 (54,5%) głosów i został prezydentem elektem.

## Prezydent Ekwadoru
10 sierpnia 1996 objął stanowisko prezydenta Ekwadoru po ustępującym Sixto Durán Ballénie. Wiceprezydentem w jego gabinecie została Rosalía Arteaga.
W ciągu pół roku swoich rządów dopuszczał się wielu ekscesów, które ośmieszyły autorytet prezydenta: nagrał płytę A Crazy Man Who Loves i wybrał się w tournée po kraju, zorganizował na żywo transmisję telewizyjną zgolenia swoich wąsów, urządził uroczyste przyjęcie do pałacu prezydenckiego Ekwadorki Loreny Bobbit, która wykastrowała swojego męża z USA, sędziował w zorganizowanym przez siebie konkursie International Miss Banana Contest i pragnął ściągnąć do swojego klubu piłkarskiego Diego Maradonę. Został także oskarżony o defraudację publicznych pieniędzy.

### Impeachment
Ekwadorskie ruchy społeczne wszczęły protesty przeciwko reformom prezydenta Abdala Bucarama Ortiza oraz formie jego władzy. Protesty doprowadziły Kongres Narodowy (ówczesny parlament) do podjęcia decyzji o wszczęciu impeachmentu wobec urzędującego prezydenta. W 1997 parlament ekwadorski na specjalnej sesji pozbawił go władzy, uznając Bucarama za „niezdolnego psychicznie” do sprawowania władzy. Po obaleniu prezydenta nastał konflikt władzy między wiceprezydent Rosalíą Arteagą a przewodniczącym Kongresu Narodowego Fabiánem Alarcónem, którzy rościli sobie prawa do sukcesji.

## Życie po prezydenturze
Abdala Bucaram Ortiz uzyskał azyl polityczny w Panamie. Od 2017 jest członkiem partii Fuerza Ecuador założonej przez jego syna Abdalá Bucarama Jr.